# Krutyń
Krutyń (Duits: Kruttinnen) is een plaats in het Poolse district  Mrągowski, woiwodschap Ermland-Mazurië. De plaats maakt deel uit van de gemeente Piecki en telt 260 inwoners.